# أنجيلو مارينو
أنجيلو مارينو هو تاجر أعمال فنية إيطالي، ولد في 30 أبريل 1956، وتوفي في 10 أكتوبر 2018.